# Hjalmar Unander
Hjalmar Sigurd Unander, född 2 oktober 1871 i Yttertavle, Umeå landsförsamling, död 23 november 1970 i Klara församling i Stockholm, var en svensk väg- och vattenbyggnadsingenjör.
Hjalmar Unander var son till lantbrukskoledirektören Ferdinand Unander och Fanny Fredrika Scharin samt bror till Wiktor Unander och Egil Unander-Scharin. Han avlade mogenhetsexamen i Stockholm 1891 och utexaminerades från Tekniska högskolan 1896. Han var nivellör vid kanalbyggnaden från Dalälven vid Hyttön till havet 1896–1898, avdelningsingenjör vid Nynäsbanans byggnad 1898–1901 och undersökningsförrättare vid Mälarens reglering 1901–1903. 1903 grundade han i Stockholm tillsammans med Fredrik Jonson och Nils Victorin ingenjörsfirman Unander & Jonson, som senare ombildades till aktiebolag med Unander som VD. Victorin lämnade företaget redan 1908, och då Jonson lämnade det 1927, blev Unander ensam dess ägare. Namnet ändrades 1928 till AB Ingenjörsfirman Hjalmar Unander, med Unander som VD. Under hans ledning verkställde firman undersökningar av eller gjorde förslag till spårvägar och järnvägar, vattenkraftanläggningar, vattenregleringar, bangårdar, hamnar och kanaler, stadsplaner med mera. Unander blev i Väg- och vattenbyggnadskåren löjtnant 1904, kapten 1912 och major 1929, samt erhöll avsked 1936. Han är begravd på Norra begravningsplatsen utanför Stockholm.